# VHS-C
VHS-C (VHS Compact) — стандарт видеокассет уменьшенного относительно VHS размера с укороченным временем записи. Впервые выпущены в 1982 году фирмой Panasonic для лёгких ручных видеокамер. В настоящее время формат вытеснен цифровыми видеокассетами и считается устаревшим.
Кассеты VHS-C можно просматривать с помощью стандартного видеомагнитофона VHS, используя кассетный адаптер. В 1984 году выпущена первая видеокамера JVC GR-C1, собранная в общем корпусе с видеомагнитофоном этого формата. За год до неё выпущена камера «Betamovie» конкурирующего формата Betamax такой же конструкции и более громоздкая, поскольку уменьшенной версии кассет, аналогичных VHS-C, не существовало. До этого видеомагнитофон и камера выпускались как отдельные устройства, соединённые кабелем. Сразу же после начала выпуска камера JVC была показана в первой части кинотрилогии «Назад в будущее» в качестве образца сверхсовременных видеотехнологий.
После появления кассет VHS-C фирма Sony выпустила формат Video8 с более компактной кассетой с узкой магнитной лентой шириной 8 мм. При сопоставимом качестве изображения и звука кассеты Sony были компактнее и обеспечивали более продолжительную запись: 90 минут против 30 у VHS-C стандартной длины. Одновременно с началом производства видеокассет улучшенного качества S-VHS начат выпуск кассет S-VHS-C с такой же магнитной лентой и характеристиками. Так же, как и полноразмерные S-VHS-кассеты, S-VHS-C-вариант имел на корпусе дополнительное отверстие, по которому видеомагнитофон мог их отличить. Соответственно, S-VHS-C-адаптер отличался наличием дополнительного рычажка, закрывавшего это отверстие, если в него была вставлена обычная VHS-C кассета. При использовании «обычного» адаптера, не различающего S-VHS-C и просто VHS-C кассеты, возможность воспроизведения зависела от способности видеомагнитофона автоматически различать режимы. При включении записи на S-VHS-C кассету, вставленную в S-VHS, видеомагнитофон через «обычный» адаптер, всегда выбирался VHS-режим с низким качеством изображения.